# فرانك بي. ارتشر
فرانك بي. ارتشر (بالإنجليزية: Frank B. Archer)‏ هو سياسي أمريكي، ولد في 20 مايو 1858 في بلايري في الولايات المتحدة، وتوفي بنفس المكان في 11 ديسمبر 1914. حزبياً، نشط في الحزب الجمهوري.